# 마늘빵

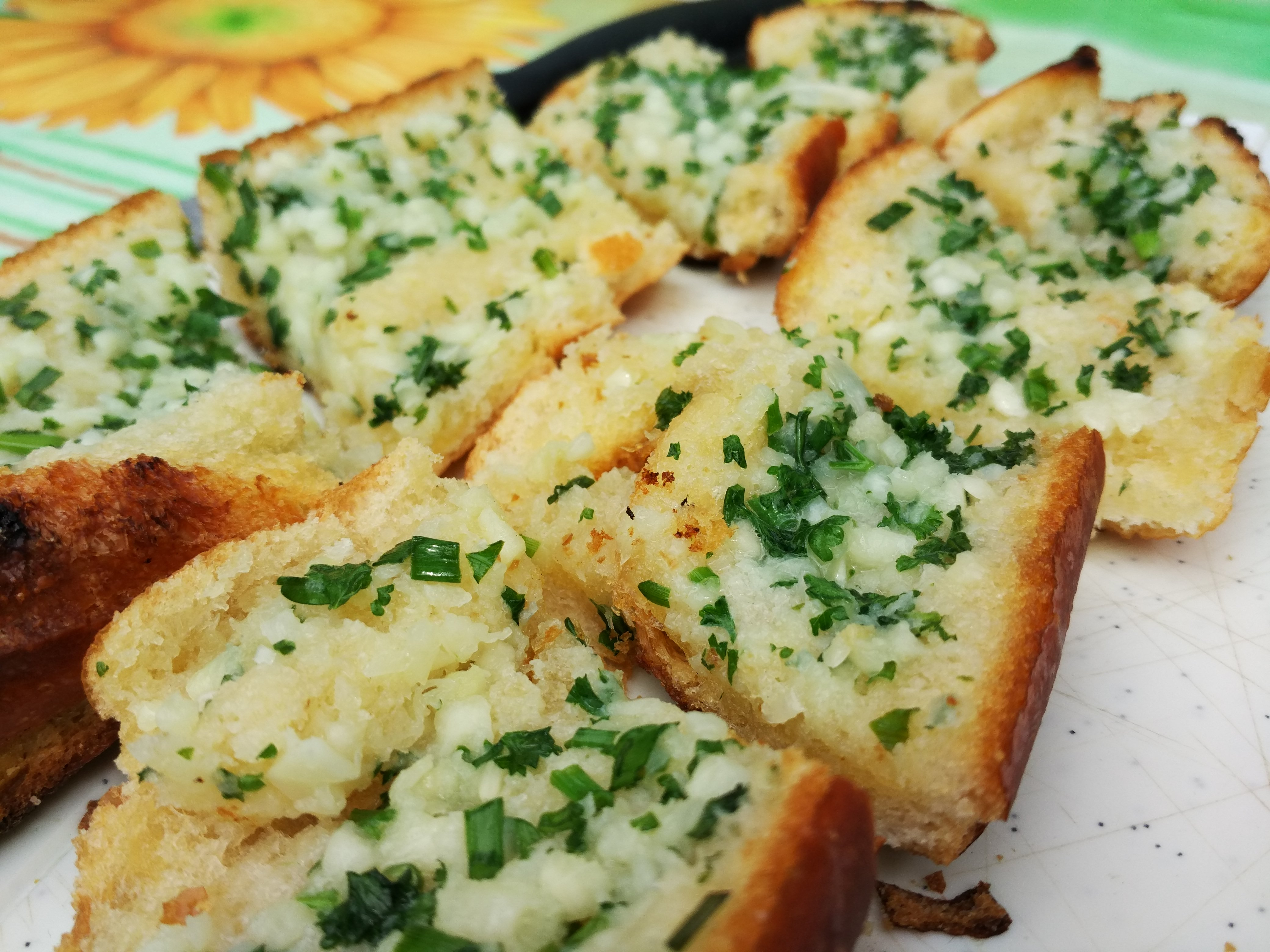
마늘빵

마늘빵, 갈릭브레드(Garlic bread)는 바게트에 마늘과 올리브 오일 또는 버터를 발라 오븐에 구운 빵이다.

## 개요
마늘빵은 일반적으로 양념이 잘 흡수되도록 바게트 빵을 자른 조각을 사용하여 만든다. 바게트 빵에 다진 마늘과 오일을 버무린 양념을 채운 후에 오븐에 굽는다. 다진 마늘과 오일 대신, 버터와 마늘 가루를 사용하기도 한다. 또 바게트 빵을 여러 조각으로 썰어서 각각의 빵 조각에 양념을 하여 굽기도 한다.
마늘빵은 모차렐라나 체더 치즈를 토핑하여 먹기도 한다. 일부 레스토랑에서는 올리브 오일 대신 클래리파이드 버터를 사용한다.
마늘빵은 1947년 이후부터 미국 레스토랑에 등장했다.
냉동 마늘빵은 1970년대 미국 미시간주의 콜스 퀄러티 푸즈에서 상업적으로 만들었다.
1970년대에는 냉동 마늘빵이 상용화되어 빵 시장을 더욱 활성화시켰다.
프랑스의 '프레쉬 갈릭 브레드'와 '이탈리아의 '브레드 알리오'의 융합적 형태이다.